# شب‌خروش ریش‌دار
شب‌خروش ریش‌دار (نام علمی: Penelope barbata) نام یک گونه از سرده شب‌خروش‌های اصلی است.